# Mahe (köpinghuvudort i Kina, Hubei Sheng, lat 31,14, long 111,94)
Mahe (kinesiska: 马河, 马河镇) är en köpinghuvudort i Kina. Den ligger i provinsen Hubei, i den centrala delen av landet, omkring 230 kilometer väster om provinshuvudstaden Wuhan. Antalet invånare är 8 579. Befolkningen består av 3 939 kvinnor och 4 640 män. Barn under 15 år utgör 9,0 %, vuxna 15-64 år 81 %, och äldre över 65 år 9,0 %.
Runt Mahe är det ganska tätbefolkat, med 248 invånare per kvadratkilometer. Närmaste större samhälle är Lixi, 15,1 km norr om Mahe. I omgivningarna runt Mahe växer i huvudsak blandskog.
Genomsnittlig årsnederbörd är 1 176 millimeter. Den regnigaste månaden är augusti, med i genomsnitt 198 mm nederbörd, och den torraste är december, med 13 mm nederbörd.